# Phillip Chew
Phillip Hung Chew (Anaheim, 16 de mayo de 1994) es un deportista estadounidense que compite en bádminton, en las modalidades de dobles y dobles mixto.
Ganó tres medallas en los Juegos Panamericanos, en los años 2015 y 2019.  Es hermano del también jugador de bádminton Ryan Chew.

## Palmarés internacional
| Juegos Panamericanos | Juegos Panamericanos | Juegos Panamericanos | Juegos Panamericanos |
| Año                  | Lugar                | Medalla              | Prueba               |
| -------------------- | -------------------- | -------------------- | -------------------- |
| 2015                 | Toronto (Canadá)     | Medalla de oro       | Dobles               |
| 2015                 | Toronto (Canadá)     | Medalla de oro       | Dobles mixto         |
| 2019                 | Lima (Perú)          | Medalla de plata     | Dobles               |